# Sauerländer Senken
Die Sauerländer Senken, auch Innensauerländer Senken genannt, sind eine Hügellandschaft im nordrhein-westfälischen Sauerland, die sich vom Mittellauf der Ruhr bei Meschede nach Südwesten bis zum Norden des Biggesees bei Attendorn zieht. Innerhalb der naturräumlichen Haupteinheitengruppe 33 (= D38) Süderbergland stellen die Senken die Haupteinheit 335 dar.

## Geographische Lage
Die Sauerländer Senken sind, trotz der Mehrzahl im Namen, eine in sich zusammenhängende Hügellandschaft, innerhalb derer die eigentlichen Senken durch montanere Höhenzuge unterbrochen werden. Ihr Gebiet zieht sich vom oberen Mittellauf der Ruhr bei Meschede aus nordöstlich bis kurz vor Brilon, während sich beiderseits des Lennegebirges ein westlicher Zipfel bis etwa Balve und Neuenrade zieht, ein südwestlicher, der Henne, Wenne und Lenne quert, entlang des Bigge-Unterlaufes bis Attendorn unmittelbar nördlich des Biggesees reicht. 
Insbesondere trennen die Senken das (südlich gelegene) Rothaargebirge nebst Vorhöhen wie den Saalhauser Bergen vom Nordsauerländer Oberland im Norden und beide wiederum von der Ebbe-Homert-Schwelle im Westen.

## Naturräumliche Gliederung
Die Sauerländer Senken gliedern sich wie folgt:
- 335 Sauerländer Senken oder Innensauerländer Senken
  - 335.0 Oberruhrgesenke
  - 335.1 Fredeburger Kammer
    - 335.10 Schmallenberger Gründe
    - 335.11 Fredeburger Hügelland

  - 335.2–3 Attendorner Mulde
    - 335.2 Attendorn-Elsper Kalksenken
      - Bigge-Fretter-Senke
      - Helden-Elsper Senke

    - 335.3 Kobbenroder Riegel

  - 335.4 Eslohe-Reister Senke
  - 335.5 Mescheder Kammer
    - 335.50 Wennemer Ruhrtalweite
    - 335.51 Kaller Hügelland

  - 335.6 Hellefelder Senken (mit Hardtbergkette)
    - Hellefelder Mulde (Norden)
    - Hardbergkette (Mitte)
    - Altenhellefelder Mulde (Süden)
    - Stockumer Mulde (vereinigte Mulde im Westen)

  - 335.7 Oberhönnewinkel

Das Oberruhrgesenke begleitet die Ruhr von Olsberg bis unmittelbar oberhalb Meschedes. Einzelne Kuppen zwischen dem Fluss und dem in unmittelbarer Nähe bis 744,8 m hohen Hochsauerländer Schluchtgebirge südlich davon, im äußersten Norden des Rothaargebirges, erreichen um 600 m. Bis unmittelbar unterhalb Freienohls schließt sich am Ruhrtal die Mescheder Kammer an. 
Von den Ruhrtalungen ziehen sich zwei Senkenzüge nach Südwesten, die das Lennegebirge beiderseits umschließen:
Von der Mescheder Kammer im Gebiet der Wennemündung ziehen sich die Hellefelder Senken nach Südwesten bis über das Südende des Sorpesees bei Amecke hinaus, um in den Oberhönnewinkel zu münden, der bis zum Tal der Hönne zwischen Küntrop im Südwesten und Beckum nordöstlich davon reicht.
Der südlichere Arm der Sauerländer Senken wiederum reicht von der Nahtstelle zum Oberruhrgesenke bei Remblinghausen bis zum Norden des Biggesees bei Attendorn, womit er insbesondere das Tal der Lenne übertritt. Hierin schiebt sich zwischen die Eslohe-Reister Senke um Eslohe und Reiste und die Attendorn-Elsper Kalksenken im äußersten Südwesten von nördlich Cobbenrodes bis rund um Elspe der Kobbenroder Riegel mit Bergen von z. T. über 550 m, die jedoch nicht die Höhen des Lennegebirges (bis 656,1 m) im Nordwesten und der Saalhauser Berge (bis 688,5 m) im Südosten erreichen.
Nach Osten verriegelt der Kobbenroder Riegel die Fredeburger Kammer um Fredeburg und Schmallenberg, die in der Osthälfte durch das am unweit befindlichen Hunau 818,5 m erreichende Rothaargebirge und im Südwesten durch die Saalhauser Berge begrenzt wird.